# Krbavska biskupija
Krbavska ili Modruška biskupija naziv je za povijesnu biskupiju koja se prostirala preko Bosne i Hercegovine do Vinodola. Danas je to naslovna biskupija, koja nosi ime utrnute biskupije.

## Povijest
Krbavska biskupija osnovana je 1185. godine na Crkvenom saboru u Splitu, sa sjedištem u Udbini. Prvi biskup zvao se Matej. U vlasništvu je imao zlatni križ krbavskih biskupa, jedan od najdragocjenijih sakralnih predmeta hrvatske crkvene baštine. Sjedište biskupa bila je katedrala sv. Jakova Starijeg u Krbavi. Biskupija je imala župe Novigrad (danas Todorovo u BiH), Drežnik, Plaški, Modruš i Vinodol. Od 1460. novo sjedište biskupije je u Modrušu i odmah mijenja naslov u Krbavsko-modrušku biskupiju. 
Zbog čestih napada Turaka od 1493. sjedište je u Novom Vinodolskom. Godine 1640. pripojena je Senjskoj biskupiji i mijenja naslov u Senjsko-modruška biskupija koja je ukinuta 1969. godine, kada je pripojena Riječkoj nadbiskupiji.
Biskupija postaje naslovna 25. svibnja 2000., a za prvog naslovnog biskupa je, 28. srpnja 2001., postavljen Ivan Jurkovič.

## Biskupi

### Krbavski biskupi
- Toma Nikolin (1375. – 1382.)
- Nikola (1386. – 1401.)
- Stjepan de Firmo (1401.)
- Stjepan Blagajski (1406.)
- Geminian de Geminiano (1408.)
- Petar Zoch (1418. – 1427.)
- Vid Ostoja Marinić Bračanin (1431. – 1457.)
- Franjo (1459.)

### Modruški biskupi
- Nikola Kotoranin (1461. – 1466.)
- Antun Dalmatinac, izabrani (1481. – 1489.)
- Kristofor Dubrovčanin (1486. – 1498.)
- Šimun Kožičić Begna (1500. – 1536.)
- Petar Pavao Vergarij (1536.)
- Hermolus de Hermolais TRabljanin (1536. – 1537.)

### Naslovni biskupi
- Ivan Jurkovič (28. srpnja 2001. - ...)

## Poveznice
- Gospićko-senjska biskupija
- Riječka nadbiskupija